# Manitowoc Cranes

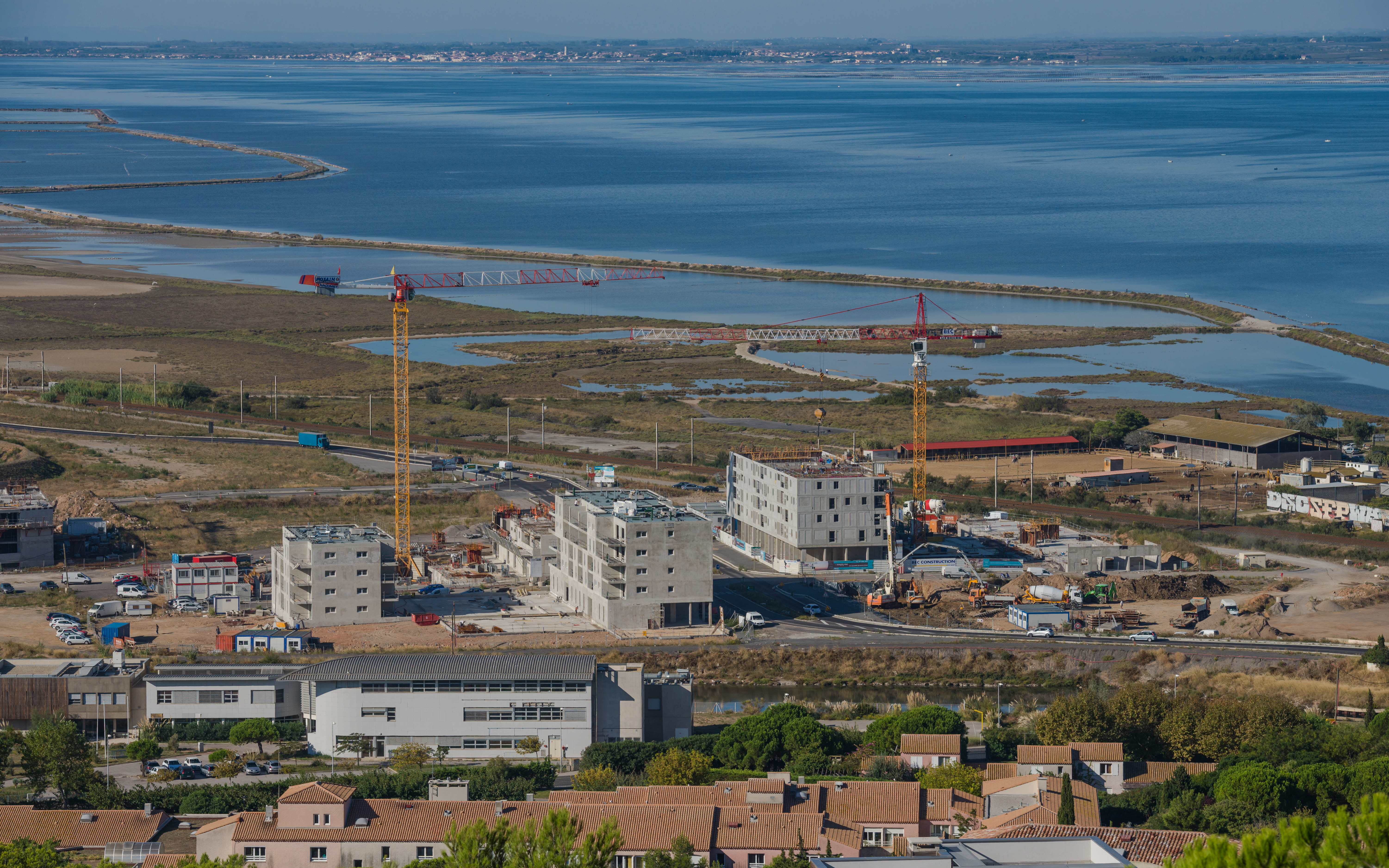

Manitowoc Cranes — подразделение транснациональной Manitowoc Company Inc. Головная штаб-квартира расположена в городе Манитовок, штат Висконсин, США. Кроме того, в состав входят пять региональных штаб-квартир и 14 производственных площадок в 8 странах мира.
Основная специализация — выпуск подъёмных кранов грузоподъёмностью от 45 до 2300 тонн (четырёх марок). Подразделение также предоставляет две фирменные услуги («Manitowoc Crane Care» и «Manitowoc Finance») и издаёт журнал «Looking Up». Является одним из мировых лидеров по выпуску грузоподъёмных кранов. Американский журнал «BusinessWeek» поставил Manitowoc на 37-е место в своём ежегодном рейтинге «50 компаний США».

## История
История Manitowoc Cranes началась с коммерческого предприятия, основанного Чарльзом Вестом и Илией Ганнэлом. В то время они возглавляли судостроительную компанию «The Manitowoc Shipbuilding Company», в настоящее время это The Manitowoc Company, Inc. После окончания Первой мировой судостроительная компания решила разнообразить свой бизнес.
После наблюдения за работой подъёмного крана марки Moore Speedcrane, изготовленного в Форт-Уэйне, Чарльзу Весту приходит мысль, что бизнес компании можно расширить за счёт кранов, используя для этого машиностроительные цеха своей верфи. В 1925 году, когда фирма «Moore Speedcrane» боролась с долгами, Чарльз Вест решает помочь им в выпуске подъёмных кранов. В конечном итоге, все патенты на подъёмные краны перешли, в качестве долгового обязательства, к Manitowoc. Впрочем, последняя решила, что не будет продавать любые машины под своей торговой маркой.
Модель Speedcrane в 1925 году представляла собой четырёхколёсный паровой кран грузоподъёмностью 15 тонн. Взяв этот кран за основу, Manitowoc выпустила на его базе десять своих моделей. Согласно пожеланиям клиентов, Moore переработала кран и внёсла ряд изменений. Во-первых, на кран был установлен бензиновый двигатель. Другим немаловажным изменением стала замена колёсного шасси на гусеничное (от трактора). Первой моделью, с изменённого Speedcrane, стала Model 100.
А компания Moore продолжала и дальше разрабатывать и выпускать новые модели кранов с инновационными функциями, однако это загоняло их всё глубже в долги. В 1928 году, когда стало очевидно, что Moore не в состоянии будет погасить долги перед Manitowoc, последняя была вынуждена сама производить и продавать продукцию Speedcranes.

### Появление Grove
В 1947 году в качестве производителя резиновых шин для фермерских фургонов появляется Grove Manufacturing Company. Её основателями были два брата — Дуайт Л. Гроув и Уэйн Л. Гроув, а также друг Уэйна, А. Никэрри. Компания начала свою деятельность в небольшом арендованном гараже (на две машины), расположенном в Шейди-Гроув, штат Пенсильвания. Grove начала с малого, создавая вначале краны для собственных нужд. Затем, компания постепенно начинает расширять их производство, теперь уже для продажи. Как производитель, в ходе своей истории, Grove стала «первопроходцем» в краностроении: в 1968 году она представила первый в мире полноповоротный автомобильный кран, а в 1970 году — была показана первая в мире трапециевидная стрела. Также компания стала первым международным производителем многоцелевых кранов, получившим сертификат качества по ISO 9001 в 1994 году.

### Дальнейшее развитие Manitowoc
В 1983 году корпорацией был налажен выпуск Manitex, линейки автокранов. Впоследствии, Manitowoc приобрела ещё две компании, выпускавшие аналогичные машины.
В 1994 году, Manitowoc приобрела Femco Machine Company, производителя запчастей для кранов. Производственные мощности Femco и Manitowoc объединились, сформировав таким образом Aftermarket Group.
В том же году, в качестве самостоятельного подразделения корпорации, было создано West-Manitowoc. Оно стало детищем Фреда Батлера, тогдашнего президента корпорации. Основная цель этого подразделения: вновь наладить выпуск малых гусеничных кранов с решётчатой стрелой (грузоподъёмностью 130 тн и менее). Этот класс кранов был исключен из линейки Manitowoc несколькими годами ранее. В 1998 году, после восстановления позиций компании на рынке малых гусеничных кранов, подразделение West-Manitowoc было объединено с Manitowoc Cranes.
В 1998 году корпорация покупает USTC, а в 2000 году — компанию Pioneer. Эти две марки автокранов, а также собственная Manitex были объединены в подразделение «Manitowoc Boom Truck».

### Настоящее время
В 2001 году Manitowoc приобрела ещё один бренд — французского производителя башенных кранов Potain, а в следующем году — бренды Grove и National Crane. Заявление о покупке Grove корпорация сделала в марте 2002 года, на проходившей в то время выставке CONEXPO в Лас-Вегасе. Бренд Grove обошёлся корпорации в 271 млн долларов.
В марте 2003 года, Manitowoc продаёт Femco Machine Company группе частных инвесторов. В том же году, корпорация продала компании Quantum Heavy Equipment, LLC свой бренд «Manitowoc Boom Truck». В 2007 году Manitowoc объявила о приобретении индийской Shirke, компании с 1982 года являвшейся производителем и поставщиком Potain.
В период с 2008 года на заводе Manitowoc в Шарлье проводится модернизация мощностей. Открытие завода состоялось в сентябре 2011 года. Новый завод будет работать по 4 направлениям: от выпуска запчастей и конструкций для кранов до производства тяжёлых башенных кранов серии Igo.
В 2011 году, на первой выставке Bauma в Индии, Manitowoc представила публике гидравлические автокраны нового модельного ряда «Dongyue» грузоподъёмностью от 8 до 55 тонн. Согласно планам компании, шасси для этих кранов будут выпускаться на индийском заводе.

## Продукция

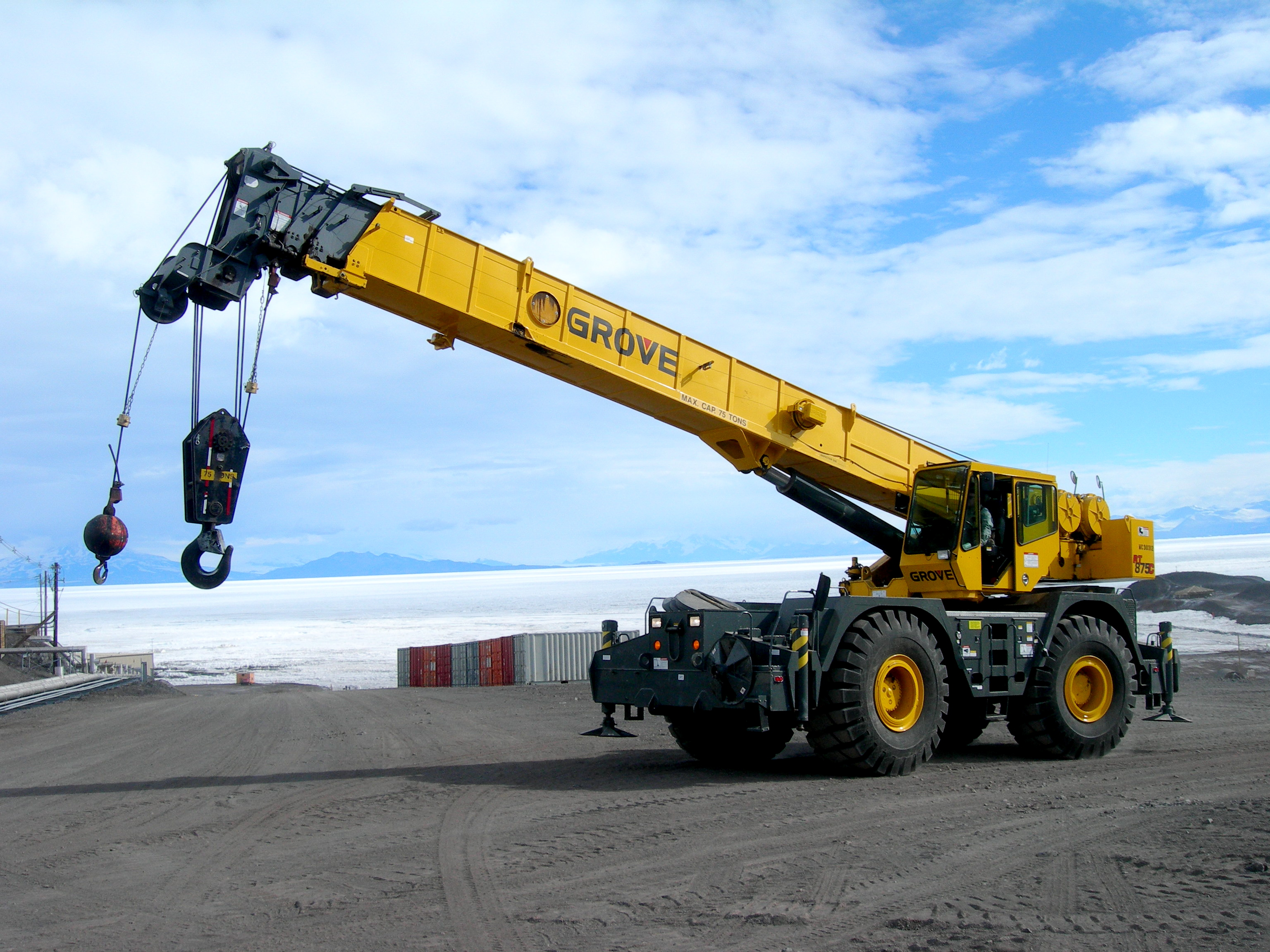
Пневмоколёсный кран Grove, Антарктида.

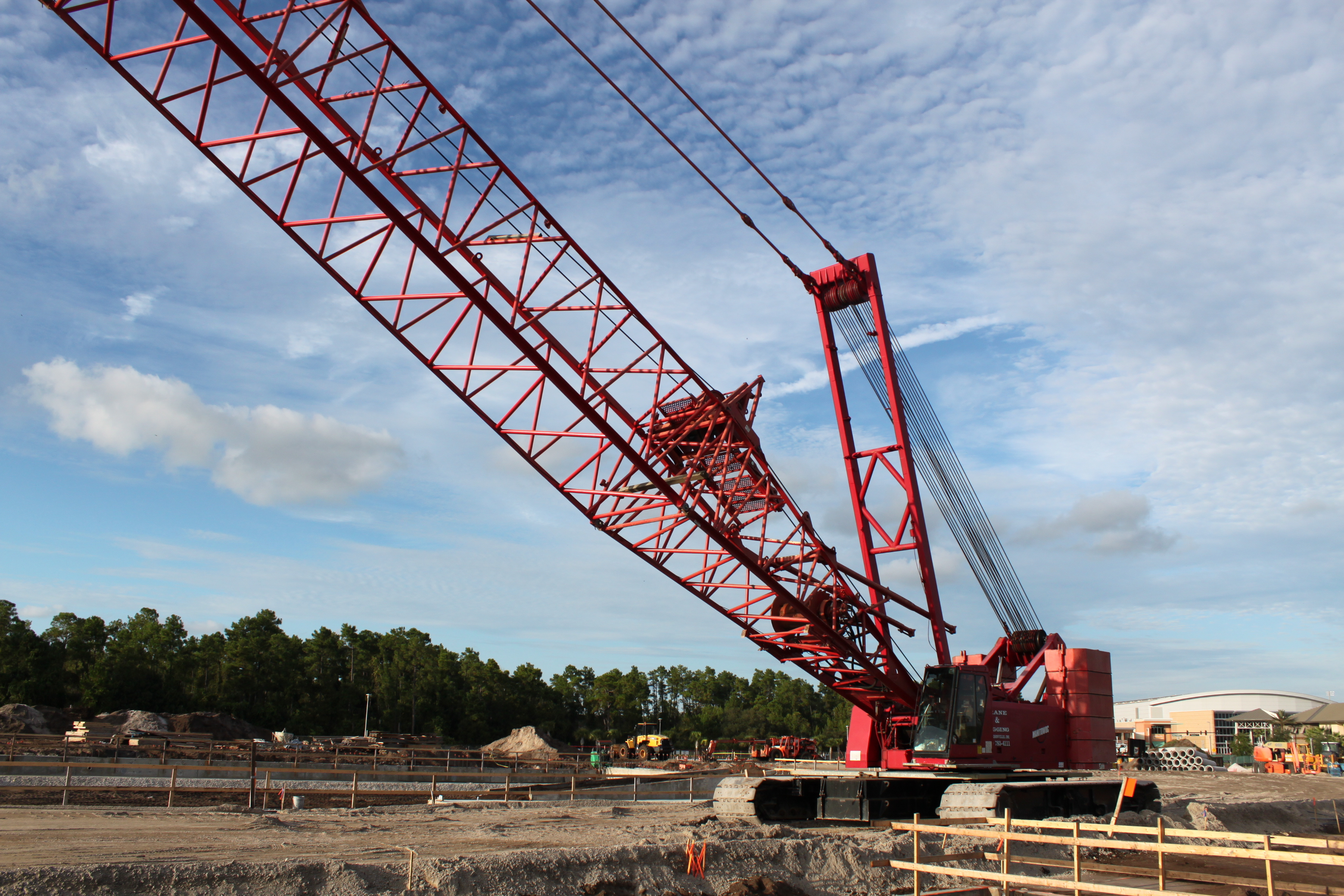
Решётчатый гусеничный кран Manitowoc Модели 999.

В апреле 2009 года на строительство дамбы «Надежда» (Южная Африка) были привлечены сразу десять кранов Manitowoc — стреловые самоходные (на гусеничном ходу и пневмоколёсном шасси) и башенные Potain. В ноябре 2009 года один из 750-тонных кранов (модель 18 000) был доставлен на строящуюся ЛАЭС-2. А в апреле 2011 года полтора десятка кранов Manitowoc были поставлены в юго-западную часть Айовы — для возведения 193-х ветряных генераторов.

### Мобильные гидравлические краны Grove
Линейка Grove включает пневмоколёсные краны, автокраны, краны на шасси автомобильного типа, а также промышленные краны: например, линейки Grove YardBoss и Shuttlelift Carrydeck. Grove также является основным поставщиком (под заказ) в мире машин для вооруженных сил. Общее количество моделей кранов, входящих в бренд Grove, превышает сорок единиц. Грузоподъёмность мобильных кранов Grove — от 8,5 до 550 тн.

### Решётчатые гусеничные краны Manitowoc
Линейка гусеничных кранов Manitowoc включает в себя 16 моделей, а также два приспособления для увеличения грузоподъёмности. Краны этого типа были основными, начиная с истоков Manitowoc Cranes и до крупных приобретений в 2001 году. Так, в 1969 году, Manitowoc представила свой флагманский кран, модель 4100W. А в 1992 году Manitowoc представила свой первый самомонтирующийся, полностью гидравлический кран, модель М-250.

### Быстромонтируемые и верхнеповоротные краны Potain
Краны этих двух видов производятся под брендом Potain. Этот бренд появился с созданной в 1928 году Фаустином Потеном компании в коммуне Ла Клайет. Свой первый кран она выпустила уже в 1933 году.

### Автокраны National
Manitowoc также производит линейку автокранов под маркой National Cranes. Этот бренд был основан Марло Бургом в 1947 году. Компания в то время располагалась в Небраске и выпускала опрыскиватели от сорняков.
В 1952 году компанией была представлена линейка погрузчиков. А в 1962 году компания была переведена в Вэверли. В качестве названия было принято имя «National Crane Corporation». В 2002 году, после неоднократных переходов National Crane от одного собственника к другому, бренд приобретает Manitowoc. А в 2003 году производство было перенесено в Шейди-Гроув, штат Пенсильвания.

### Сервис

#### Manitowoc Crane Care
Manitowoc Crane Care — филиалы Manitowoc Cranes по обслуживанию клиентов. Образованная в 2000 году, Crane Care предоставляет клиентам запчасти, сервисное обслуживание и техническую поддержку, технические пособия, обучение, и программу поддержки кранов EnCORE. Последняя обеспечивает ремонт и восстановление изношенной и поврежденной техники. 22 филиала Crane Care действуют в 15 странах.

## Деятельность

### Структура
Региональные представительства:
- Американское. Включает Северную и Южную Америку. Штаб-квартиры расположены в городе Манитовок и в Шейди-Гроув, штат Пенсильвания.
- Европейское. Включает Европу, Средний Восток и Африку. Штаб-квартира расположена в Экюлли, Франция.
- Азиатско-тихоокеанское. Включает все страны Азиатско-тихоокеанского региона. Штаб-квартира — в Сингапуре.
- Китайское. Штаб-квартира — в Шанхае.

Техника Manitowoc выпускается на 14 заводах, расположенных в восьми странах: в Германии, Италии, Франции, Португалии, США, Словакии, Китае (Чжанцзягань) и Индии (г. Пуна).

### Руководство и собственники
- Барри Пэнипакер — Президент и CEO, The Manitowoc Company, Inc.
- Эрик Этхарт — Президент и Главный менеджер.
- Ларри Вейерс — Исполнительный вице-президент, Американский регион.
- Боб Хунд — Исполнительный вице-президент, подразделение Crane Care.
- Филипп Кохэ — Исполнительный вице-президент, EMEA.
- Жиль Мартин — Исполнительный вице-президент, Азиатско-Тихоокеанский регион.

### Показатели деятельности
| Год  | Чистая выручка от продаж (млн долларов) | Операционная прибыль (млн долларов) | Продукция/Услуги                                                                |
| ---- | --------------------------------------- | ----------------------------------- | ------------------------------------------------------------------------------- |
| 1996 | 220.8                                   | 22.6                                | Manitowoc, Manitex, Femco, West-Manitowoc                                       |
| 1997 | 259.6                                   | 34.9                                | Manitowoc, Manitex, Femco, West-Manitowoc                                       |
| 1998 | 339.1                                   | 48.1                                | Manitowoc, UTSC, Femco                                                          |
| 1999 | 389.5                                   | 64.8                                | Manitowoc, Manitex, Spyder, Pioneer, TailGator, Femco                           |
| 2000 | 376.3                                   | 62.9                                | Manitowoc, CraneCARE, Femco                                                     |
| 2001 | 453.2                                   | 62.7                                | Manitowoc, Potain, CraneCARE, Femco                                             |
| 2002 | 681.0                                   | 55.2                                | Manitowoc, Potain, Grove, National, Manlift, CraneCARE, CraneCREDIT             |
| 2003 | 963.0                                   | 25.1                                | Manitowoc, Potain, Grove, National, Manlift, CraneCARE, CraneCREDIT             |
| 2004 | 1,248.0                                 | 57.0                                | Manitowoc, Potain, Grove, National, CraneCARE,                                  |
| 2005 | 1,628.0                                 | 115.5                               | Manitowoc Cranes, Potain, Grove, National, CraneCARE, CraneCREDIT               |
| 2006 | 2,235.0                                 | 280.6                               | Manitowoc, Potain, Grove, National, Manitowoc CraneCARE, CraneCREDIT            |
| 2007 | 3,246.0                                 | 470.5                               | Manitowoc, Potain, Grove, National, Shuttlelift, YardBoss, Manitowoc Crane Care |